# Бартохув
Бартохув (пол. Bartochów) — село в Польщі, у гміні Варта Серадзького повіту Лодзинського воєводства.
Населення — 347 осіб (2011).
У 1975-1998 роках село належало до Серадзького воєводства.

## Демографія
Демографічна структура станом на 31 березня 2011 року:
|          | Загалом | Допрацездатний вік | Працездатний вік | Постпрацездатний вік |
| -------- | ------- | ------------------ | ---------------- | -------------------- |
| Чоловіки | 163     | 35                 | 113              | 15                   |
| Жінки    | 184     | 36                 | 101              | 47                   |
| Разом    | 347     | 71                 | 214              | 62                   |